# Nate Hobbs
Nate Hobbs (Louisville, 24 giugno 1999) è un giocatore di football americano statunitense che milita nel ruolo di cornerback per i Green Bay Packers della National Football League (NFL).

## Carriera

### Las Vegas Raiders
Hobbs al college giocò a football a Illinois. Fu scelto nel corso del quinto giro (167º assoluto) nel Draft NFL 2021 dai Las Vegas Raiders. Nella sua stagione da rookie mise a segno 71 tackle, un sack, un intercetto e un fumble forzato in 16 presenze, 9 delle quali come titolare.
Nella stagione 2022 il nuovo coordinatore della difesa Patrick Graham nominò Hobbs cornerback titolare. Nella gara di settimana 2, la sconfitta 23-29 contro gli Arizona Cardinals, fece registrare un massimo stagionale di 11 tackle (nove in solitario). Nella gara del quinto turno, la sconfitta 29-30 contro i Kansas City Chiefs, Hobbs uscì nel terzo quarto di gioco a causa di un infortunio ad una mano, venendo quindi inserito nella lista riserve/infortunati il 17 ottobre 2022. Tornò disponibile il 3 dicembre 2022, dopo aver saltato sei gare. Chiuse la stagione con 11 presenze, tutte come titolare, con 72 tackle, di cui 57 in solitaria, quattro passaggi deviati, un fumble forzato e uno recuperato e un sack.
Confermato cornerback titolare anche per la stagione 2023, saltò le gare dal 4° al 7° turno per un infortunio alla caviglia. Dopo il licenziamento del capo-allenatore Josh McDaniels sostituito ad interim da Antonio Pierce, Hobbs rimase titolare, chiudendo l'annata con 13 presenze, con 86 tackle, 59 in solitaria, sette passaggi deviati, un intercetto e un sack.
Per la stagione 2024 fu confermato Antonio Pierce come capo-allenatore e  Hobbs rimase cornerback titolare, affiancato da Jack Jones. Saltò quattro gare, dall'11° al 14° turno, dopo un infortunio alla caviglia subito nella partita contro i Cincinnati Bengals. Terminò l'anno con 11 presenze, di cui 7 da titolare, con 49 tackle, di cui 33 in solitaria, cinque passaggi deviati e un intercetto.

### Green Bay Packers
Il 13 marzo 2025 Hobbs firmò da free agent con i Green Bay Packers un contratto quadriennale da 48 milioni di dollari, di cui 16 garantiti alla firma.

## Vita privata
Il 3 gennaio 2022 la polizia trovò Hobbs addormentato al volante della sua automobile sulla rampa di uscita del parcheggio di un casinò di Las Vegas, arrestandolo per guida in stato di ebbrezza. Il successivo 26 gennaio Hobbs, decaduta l'accusa di guida in stato di ebbrezza essendo stato trovato con un tasso alcolemico di 0,07% e quindi inferiore al limite di 0,08% previsto dalle leggi del Nevada, si dichiarò colpevole davanti ad un giudice di pace di Las Vegas del reato minore di infrazione del codice della strada e quindi condannato a pagare 685 dollari di multa e svolgere 20 giorni di lavori socialmente utili.